# Височка печеница
Височка печеница је месни производ са подручја општине Високо у Босни. Прави се од говеђих делова, пре свега бутина, леђа, а након сољења се такође дими и суши.

## Опис
Производња се заснива на вишеслојној традиционалној рецептури и подразумева ручни рад. Користи се свеже говеђе месо добро ухрањених животиња које нису млађе од три године. Комади меса који се суше обично су 10 до 20 цм ширине и 20 до 70 цм дужине. Задњи део је у просеку између 4 и 7 цм дебљине и 20 цм ширине, док његова дужина може да варира. Комади меса се затим посоле, повежу конопљеним ужетом и ставе на дрвене штапиће од лешника. Димљење на ниским температурама врши се на подовима пушница, а за производњу дима користи се буква или граб. Трајање пушења зависи од временских услова и обично је од седам до петнаест дана. Након тога, производ пролази кроз ферментацију у мрачној просторији на температури између 12 и 18°C додатних десет дана, након чега добија типичну боју, мирис и арому.

## Историја и заштићена географска ознака
Подручје Високог познато је по дуговековној традицији прераде коже која је довела до производње значајног вишка меса које се углавном конзервирало сољу и сушењем. Један од главних разлога за заштићену географску ознаку био је плагијат и одступање од традиционалних рецептура. Неки произвођачи су могли да смање одржавање меса на два или три дана што је убрзало процес, али је довело до губитка укуса заштитног знака. На основу захтева Удружења прерађивача меса и на препоруку Комисије за регистрацију порекла, Агенција за сигурност хране Босне и Херцеговине донела је резолуцију 5. јуна 2020. Тада је предложена Резолуција заштићене географске ознаке „височка печеница”.